# Żywiecczyzna
Żywiecczyzna – region geograficzny i etnograficzny w południowej Polsce, stanowi część Małopolski (leży w jej południowo-zachodniej części), w południowej części obecnego województwa śląskiego i południowo-zachodniej małopolskiego, ze stolicą w Żywcu.
Obejmuje tereny Kotliny Żywieckiej i otaczających ją grup górskich: Beskidu Śląskiego, Beskidu Żywieckiego, Beskidu Małego i Beskidu Makowskiego, pozostające w większości w dorzeczu górnej Soły. W dużej części pokrywa się z obszarem historycznego, funkcjonującego od końca XV w. tzw. „państwa żywieckiego”.
Na zachodzie graniczy ze Śląskiem Cieszyńskim. Granica pokrywa się z granicą powiatów żywieckiego i cieszyńskiego, następnie jest tożsama z zachodnią i północną granicą Szczyrku, po czym biegnie korytem Białki do Bramy Wilkowickiej. Na północy przebiega główną granią Beskidu Małego przez pasmo Magurki Wilkowickiej, Wielką Górę, Łamaną Skałę i Leskowiec, granicząc z ziemią oświęcimską. Na wschodzie do Żywiecczyzny należą Krzeszów, Sucha Beskidzka, Stryszawa i Lachowice, czyli część powiatu suskiego.

## Historia Żywiecczyzny
Żywiecczyzna w państwie polskim znalazła się za rządów Mieszka I – po jego zajęciu części Czech w 987 roku.
Żywiecczyzna, jeszcze wtedy nie była tak nazywana – Żywiec założono dopiero w XIII wieku.
Żywiecczyzna leżała na ziemi krakowskiej, potem trafiła razem z Oświęcimiem do Górnego Śląska, potem leżały (Oświęcim i Żywiec) w księstwie cieszyńskim, a potem Oświęcimskim, które na końcu się rozpadło – wydzieliły się trzy główne części – ziemie: żywiecka, oświęcimska i zatorska (jako osobne księstwo). Za rządów Kazimierza Jagiellończyka oba powróciły do Polski stając się ponownie częścią Małopolski. Włączono je do województwa krakowskiego, jako powiat śląski.
I tak wyglądało to aż do I rozbioru Polski. Wtedy południowa część województwa krakowskiego (w tym Żywiecczyzna), skrawek sandomierskiego i większość ruskiego trafiły do Monarchii Habsburgów. Potem jako część prowincji Austrii i Austro-Węgier, zwanej Galicją. Żywiecczyzna w większości była jednym powiatem. Już w Austro-Węgrzech wydzielono Białą – razem z Oświęcimiem – jako powiat bialski, który utrzymał się długo, bo do II RP i potem, zniesiony przez władze hitlerowskie. Powiat żywiecki czasowo zmieniał granice, raz tracąc, raz zyskując w swoich granicach Suchą Beskidzką (którą przyłączano do powiatu makowskiego). Zarazem po odzyskaniu przez Polskę niepodległości aż do niemiecko-sowieckiej agresji na Polskę (1918 – 1939) Żywiecczyzna była częścią województwa krakowskiego.
W czasach galicyjskich i międzywojnia rozwinęła się bardzo mocno – powstał browar w Żywcu, pałac Habsburski, rozwijały się wsie powiatu, a także Biała, która przerosła Oświęcim i Żywiec.
Spokojny rozwój zakłóciła II wojna światowa. Zachodnie części Małopolski, w tym Żywiecczyznę i Oświęcim włączono do III Rzeszy jako część prowincji Górny Śląsk w Prusach.
Wróciła jednak do Polski po zdobyciu przez Armię Czerwoną w 1945, ale tym razem do Rzeczypospolitej Polskiej i od 1952 roku Polskiej Rzeczypospolitej Ludowej, znów jako jeden powiat w województwie krakowskim. W 1951 wydzielono znów Białą i okolice (Szczyrk, Buczkowice), tym razem łącząc ją z Bielskiem w jedno miasto – Bielsko-Białą. W 1975 utworzono województwo bielskie, w którym znajdowały się Śląsk Cieszyński, Żywiecczyzna i ziemia oświęcimska, a także skrawek Sądecczyzny z Makowem Podhalańskim.
Żywiecczyznę znów rozdzielono w 1999 roku. Sucha Beskidzka stała się stolicą powiatu suskiego w województwie małopolskim, okolica Białej stała się powiatem bielskim, a powiat żywiecki włączono do województwa śląskiego. Spotkało się to z oburzeniem mieszkańców (zwłaszcza starszych), którzy dążyli do przyłączenia do województwa małopolskiego, ale ich nie wysłuchano.

## Kultura

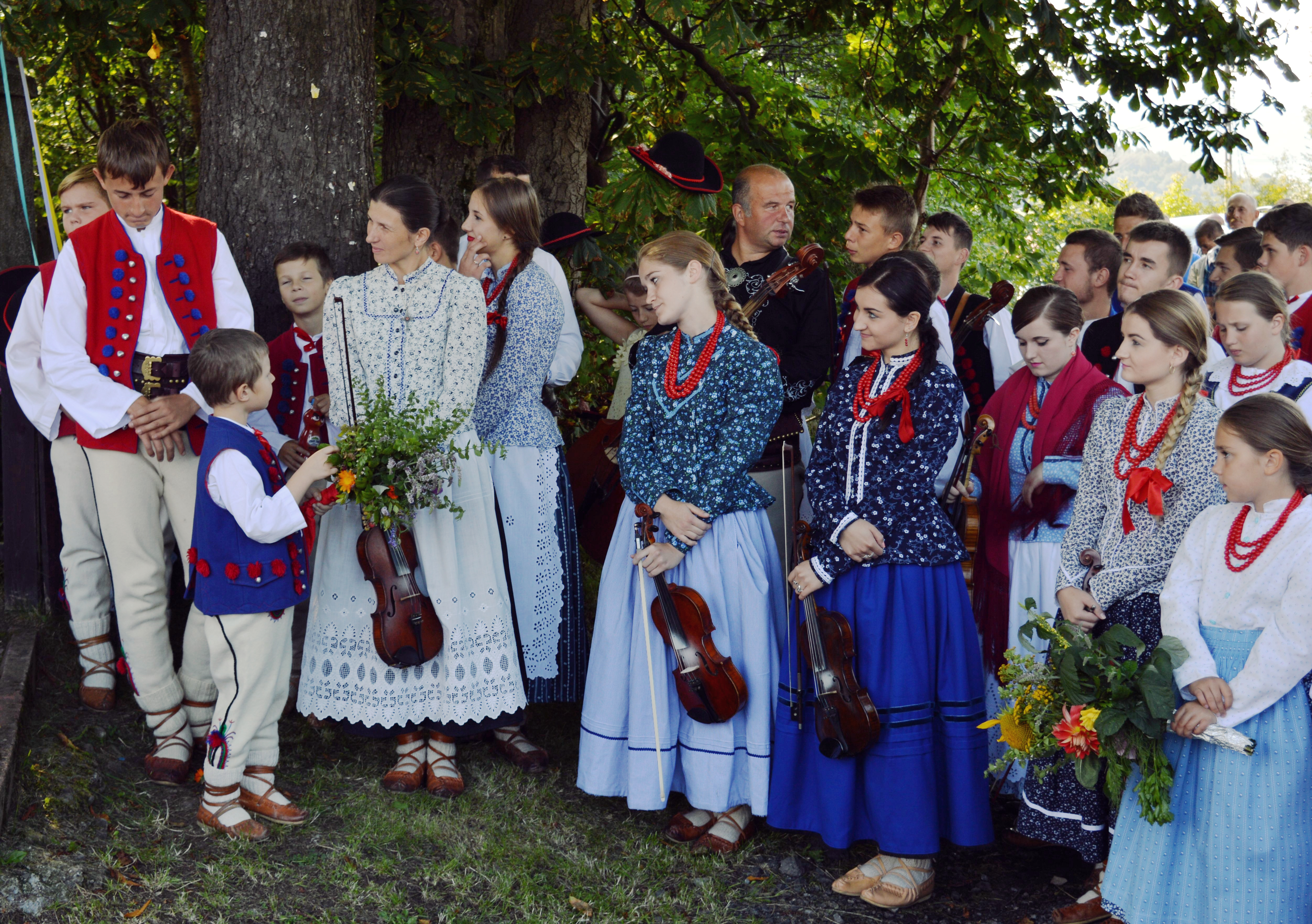
Współczesny strój górali Beskidu Żywieckiego. Zespół „Grojcowianie”.

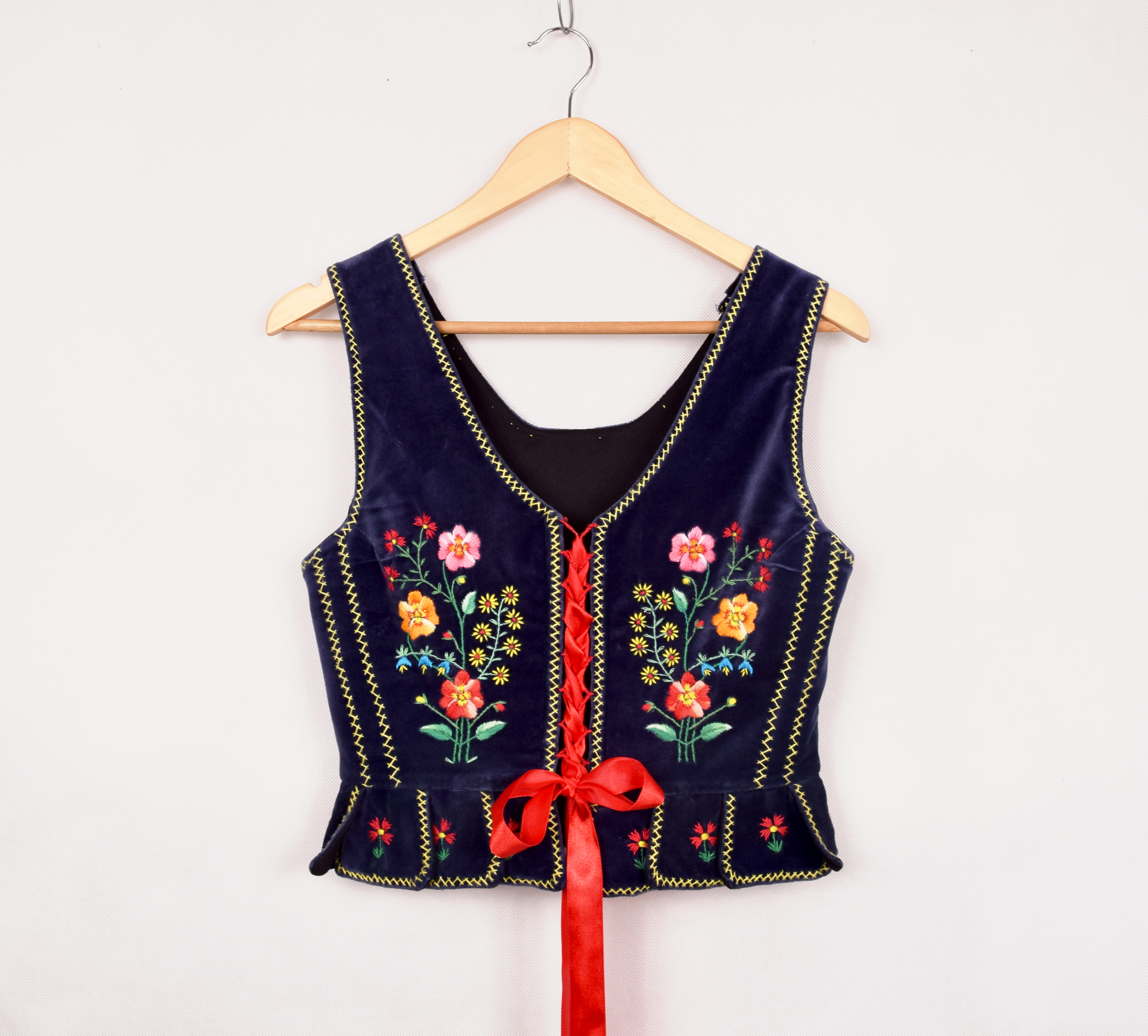
Gorset góralski z regionu Beskidu Żywieckiego – współczesne szycie

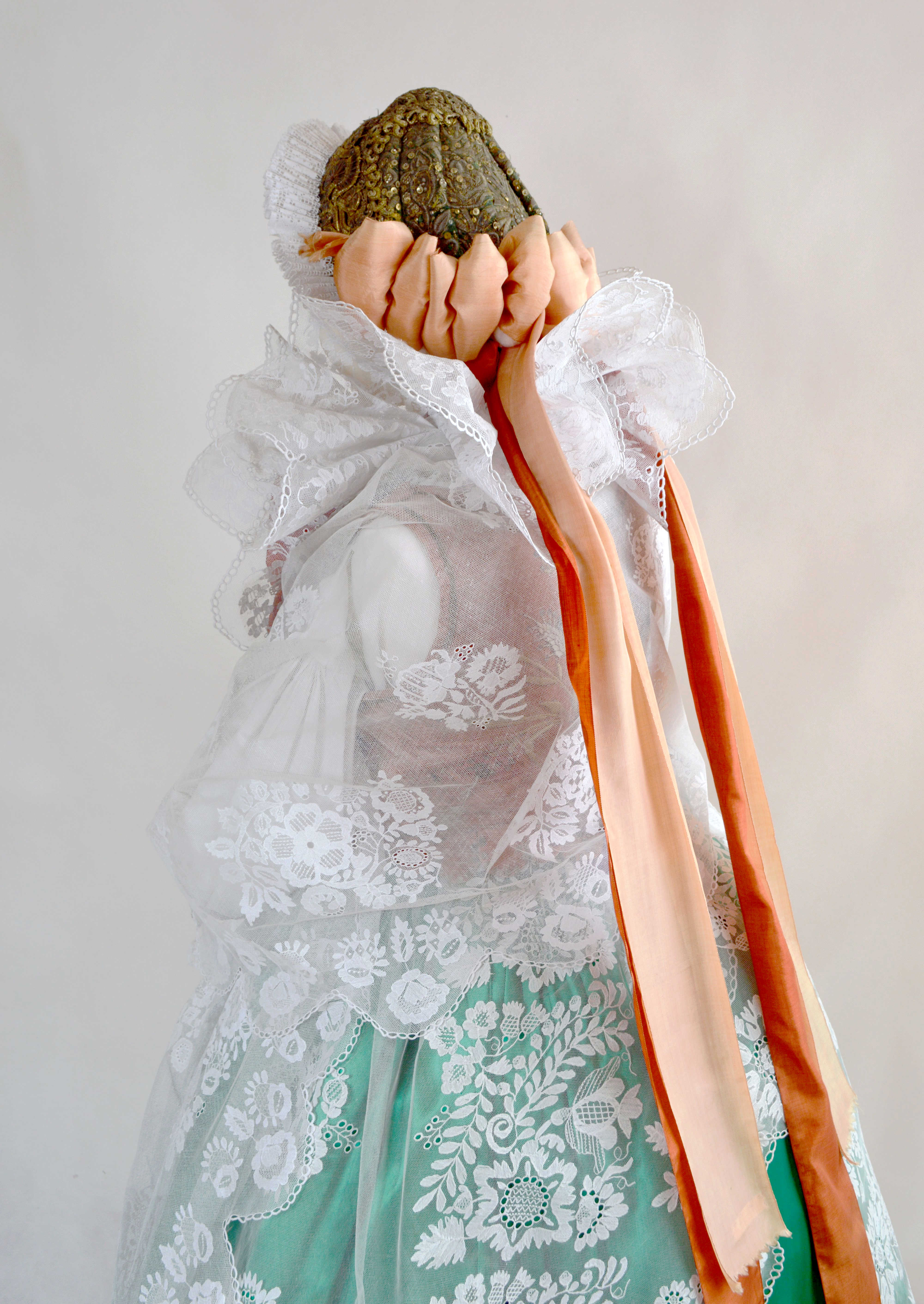
Kobiecy strój żywiecki mieszczański – kolekcja Muzeum Miejskiego w Żywcu

Żywiecczyznę zamieszkuje grupa górali żywieckich, posiadających własną gwarę. Charakterystyczne budownictwo drewniane zachowało się w niektórych wsiach.

### Stroje Żywiecczyzny

#### Stroje góralskie
Strój męski górali żywieckich składa się z elementów typowych dla strojów górali polskich, jak kapota, haftowana koszula i kamizelka w kolorze czarnym, czerwonym bądź niebieskim, często zdobiona kolorowymi guzikami zwana bruclikiem, spodnie wełniane z pomponami w kolorze białym, kopyta (skarpety z sukna) i kierpce, czyli skórzane lekkie buty u mężczyzn. Strój ozdobiony jest parzenicami i lampasem. Żywieccy górale noszą czarne lub częściej brązowe kapoty zwane guniami. Opasywano się początkowo pasami materiałowymi, a później skórzanymi; wielkość pasa i jego zdobność dawała przy tym pojęcie o majętności jego posiadacza. Częstym elementem stroju była u mężczyzny laska pasterska lub siekiera zwana ciupagą, które służyły do obrony. Strój męski jest nieco skromniejszy od stroju górali podhalańskich. Mężczyzna nosił zwykle kłobuk – kapelusz z czarnego filcu.
Strój kobiecy górali żywieckich składał się z ciasnochy, czyli rodzaju ciasnej halki sięgającej do kolan ozdobionej licznymi haftami, spódnicy do połowy łydki często szytej z materiału w drobne kwiaty, skarpet wełnianych zwykle białych, kierpców, oraz białej haftowanej bluzki i gorsetu. Spódnice były zwykle lniane. Zakładano na nie zapaskę – rodzaj fartucha, ozdabianą w liczne hafty. Na białą bluzkę zakładano gorsety, będące najdroższym elementem stroju, wyszyte w typowo góralskie motywy roślinne. Chętnie noszono korale. Zamężne kobiety nosiły czepki lub chustki na głowę. Stałym i ważnym elementem stroju góralskiego męskiego i żeńskiego były grube skarpety wełniane – tak zwane kopytka, sięgające do połowy łydki.

#### Stroje mieszczańskie
Żywiecki strój mieszczański odbiega całkowicie od stroju góralskiego górali żywieckich. Stroje szyto z drogich, importowanych tkanin, używano złotych nici do haftowania. Strój ten jest związany tylko z jednym miastem, czyli z Żywcem.
- Strój kobiecy mieszczański: jednobarwna (biała lub kolorowa), szeroka spódnica na kilku spodach, okryta białym tiulowym fartuchem z kwiatowym motywem hafciarskim; jedwabna katanka (szafirowa lub innego koloru) z pelerynką ozdobioną złocistym haftem; na głowie czepiec wykonany ze złotogłowu. Do tego szeroki i długi szal tiulowy, haftowany; dookoła szyi wysoka, suto haftowana kryza[4], adamaszkowe pantofle.
- Strój męski mieszczański: żupan przepasany szerokim, zdobionym pasem; kolorowa czapka, buty z cholewami[5].

## Galeria

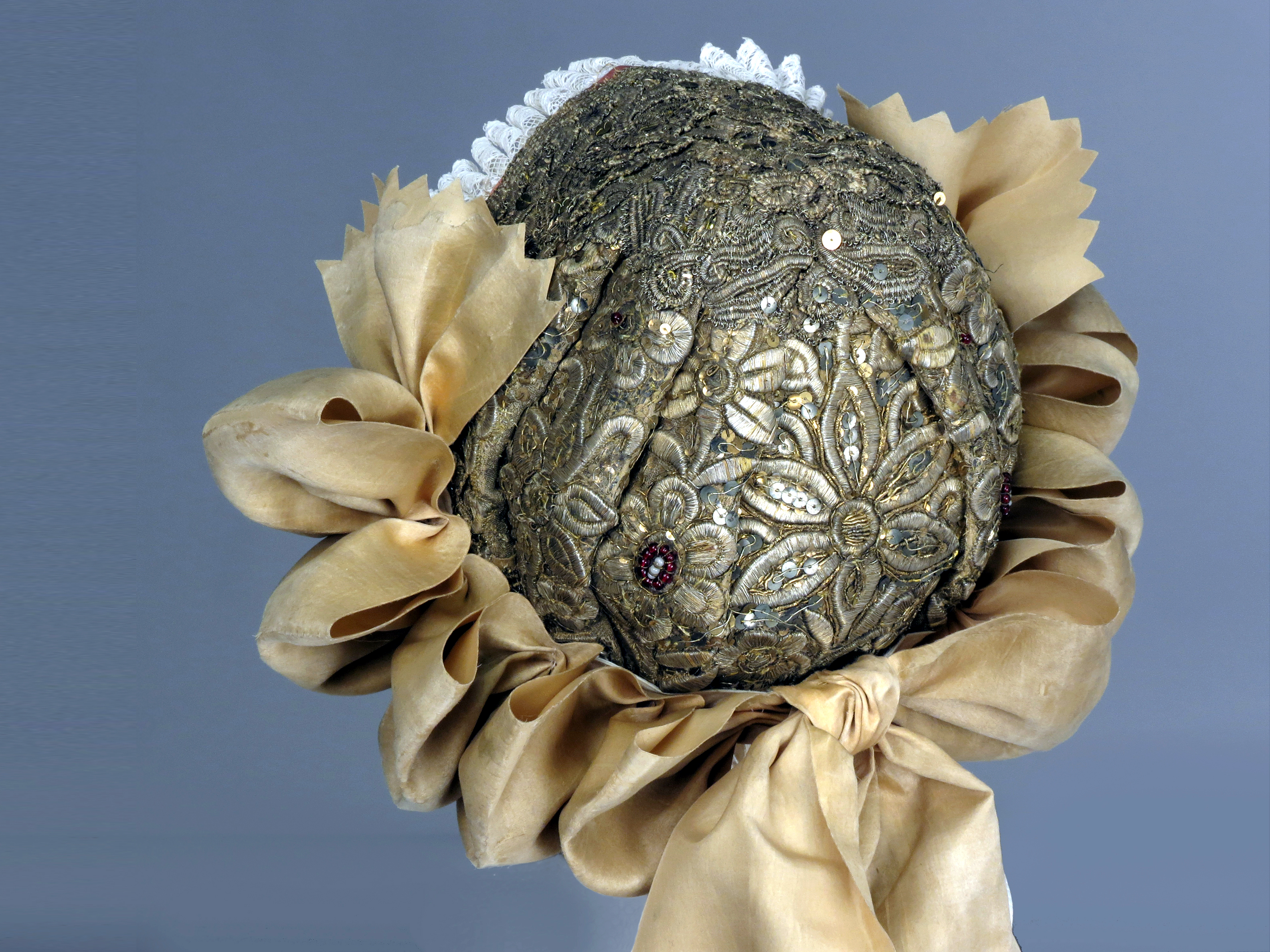
Czepiec – strój żywiecki, kolekcja Państwowego Muzeum Etnograficznego w Warszawie
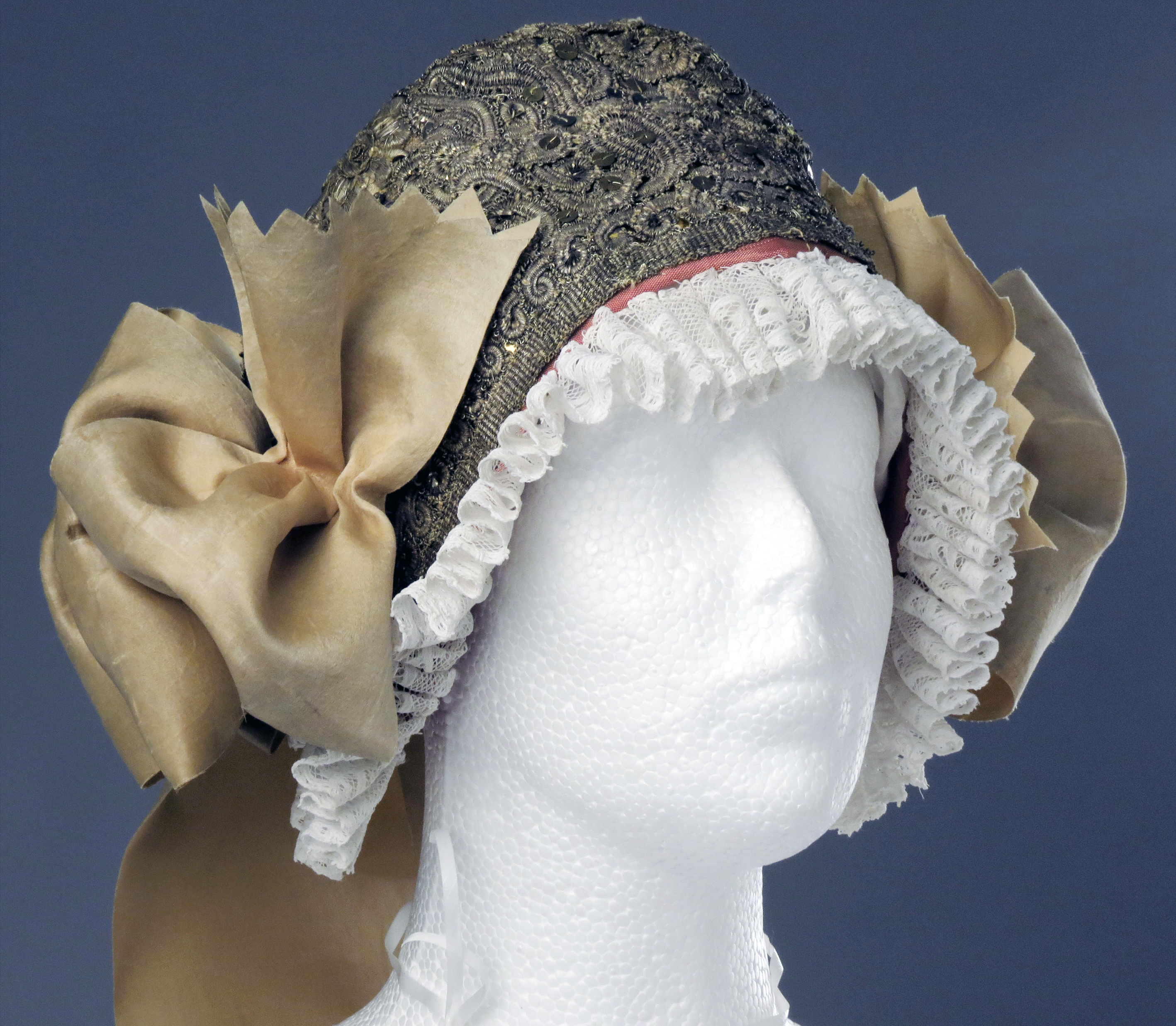
Czepiec – przód; strój żywiecki, kolekcja Państwowego Muzeum Etnograficznego w Warszawie
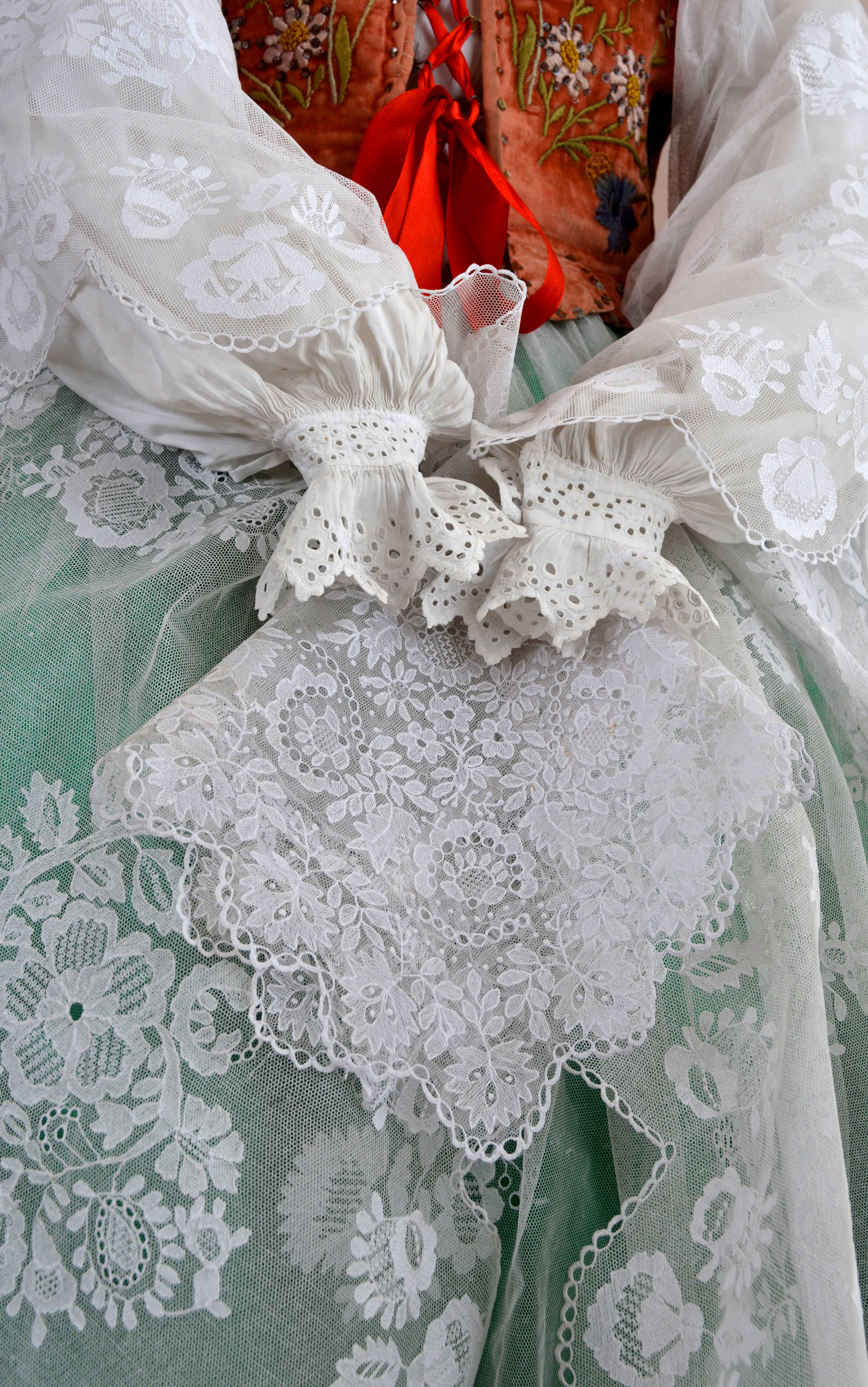
Strój kobiecy żywiecki – kolekcja Muzeum Miejskiego w Żywcu; detal
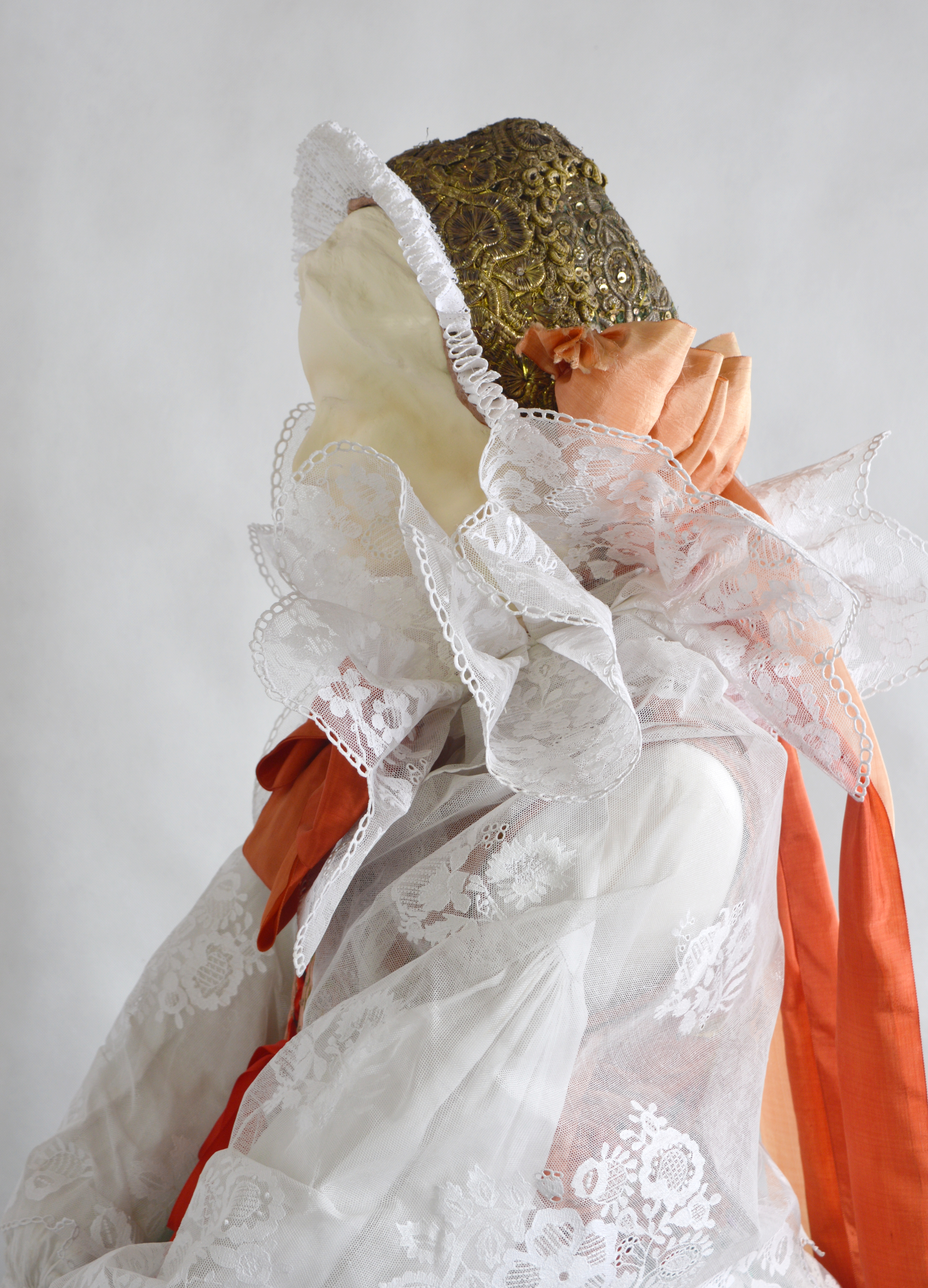
Żywiecki strój mieszczański, kobiecy; Muzeum Miejskie w Żywcu